# 사샤 리터
사샤 리터(Sascha Riether, 1983년 3월 23일, 라어 ~)는 독일의 전 축구 선수로, 그는 주로 라이트 백으로 기용되지만, 우측 미드필더로도 기용될 수 있다.

## 수상
VfL 볼프스부르크
- 분데스리가: 2008-09